# În extrasezon
În extrasezon (titlu original: Out of Season) este un film american de crimă dramatic thriller din 2004 scris și regizat de Jevon O'Neill. Rolurile principale au fost interpretate de actorii Dennis Hopper, Gina Gershon și Jordan Frieda.
Când un tânăr pierde-vară este forțat să rămână iarna într-un orășel de pe litoral, el ajunge din neatenție catalizatorul trădărilor, înșelăciunii și crimei în rândul localnicilor.

## Prezentare
Pierre lucrează într-un orășel într-un parc de distracții deținut de Michael Philipps. Salariul său este furat de Simeon Guant, după care Pierre rămâne în oraș după terminarea sezonului. El este interesat de fiica lui Michael Kelly. Între timp, soția lui Michael, Eileen, are o aventură cu Guant.
Pierre aude că localnicul Harry Barlow este un hoț cu experiență. El îi cere lui Barlow să-l învețe câteva trucuri. Kelly îl convinge pe Barlow să pătrundă în cabinetul blindat al tatălui ei, astfel încât ea și Pierre să poată părăsi locul împreună. Planul nu reușește...

## Distribuție
- Dennis Hopper - Harry Barlow
- Gina Gershon - Eileen Phillips
- Jordan Frieda - Pierre
- Dominique Swain - Kelly Phillips
- Jim Carter - Michael Philipps
- William Armstrong - Fraser MacDonald
- David Murray - Simeon Guant
- Geoffrey Clapham - Choir Boy
- Cristina Șerban Ionda - Molly Barlow
- Alan O'Silva - Harry Barlow (tânăr) (ca Alin Olteanu)
- Daniela Nane - Suburban Mom
- Karl Baker - Suburban Dad
- Ștefan Velniciuc - Priest
- Irina Dinescu - Hotel Maid
- Mircea Stoian - Detectiv
- Dragoș Bucur - Clovn
- Robert Cilinca - Robbie Barlow (nemenționat)
- Tomi Cristin - Detectiv (nemenționat)

## Producție
În extrasezon a fost filmat la București și Constanța. Costurile  de producție au fost estimate la 6 milioane de dolari americani. Premiera mondială a avut loc la 20 mai 2004 la Cannes. În majoritatea țărilor, filmul a fost lansat direct pe DVD sau direct pe video.

## Primire
Film-Dienst a scris că thrillerul superficial nu și-a atins întregul său potențial și s-a bazat în întregime pe clișee familiare ale genului. De asemenea, a fost dezamăgitor în ceea ce privește actoria.